# 伊那里線

入笠山へ登山客を輸送する国鉄自動車

伊那里線（いなさとせん）は、長野県上伊那郡において運行されていた旧国鉄自動車路線。

## 概要
伊那里線は主として高遠本町駅 - 杉島駅間において運行されていた自動車路線であり、かつては旅客のみならず手小荷物及び貨物輸送も行っていた。国鉄自動車路線名称（昭和61年日本国有鉄道公示第172号）によれば、非持駅 - 荊口駅間、伊那美和駅 - 小黒駅間及び戸台口駅 - 黒川口駅間の支線を有し、1984年（昭和59年）5月9日以前には伊那田本駅 - 浦駅間、1986年（昭和61年）12月11日以前には荊口駅 - 入笠山駅間にも路線を有した。なお国鉄自動車路線名称（昭和61年日本国有鉄道公示第172号）の公示以降の1987年（昭和62年）3月29日に戸台駅 - 小黒駅間が廃止されている。
昭和8年鉄道省告示第420号省営自動車路線名称及び昭和24年日本国有鉄道公示第31号国鉄自動車路線名称においては高遠本線及び北山線と共に高遠線の部に属したが、1967年（昭和42年）4月10日に北山線が諏訪線の部に移管されたため、以降は高遠本線と共に引続き高遠線の部を形成した。
本路線の管轄は当初運輸省名古屋鉄道局甲府管理部茅野自動車区が担当していたが、日本国有鉄道名古屋鉄道管理局へと改組を経たのち、同自動車区は自動車事業の分離に伴い、1950年（昭和25年）4月1日国鉄中部地方自動車事務所茅野自動車営業所となり、ついで1954年（昭和29年）7月1日に本所を伊那へと移転し中部地方自動車事務所伊那自動車営業所となった。1968年（昭和43年）2月1日からは中部地方自動車事務所は、中部地方自動車局と改称された。1987年（昭和62年）4月1日からは東日本旅客鉄道、1988年（昭和63年）4月1日からはジェイアールバス関東が伊那里線の運行を担っていた。2004年（平成16年）10月以降は上伊那郡長谷村が伊那里線を村営化し、ジェイアールバス関東に委託して旧伊那里線沿線地域において運行が継続されている（長谷循環バス）。

## 歴史

### 概要

#### 開業時の経緯
茅野 - 伊那間及び高遠 - 伊那里間における省営自動車路線は、もと1941年（昭和16年）1月22日上伊那郡藤沢村村会議員であった中山角太郎が同村会においてその招致を建議し、同年2月22日同村長の藤木信が名古屋鉄道局長高瀬俊一にこれを請願していたもので、この招致運動はやがて同村のみならず付近各町村の協力を得て、同年6月16日には上伊那郡高遠町長広瀬常雄、同郡長藤村長北原直衛、同郡河南村長湯沢勇蔵、同郡三義村長長原賢信、同郡藤沢村助役伊藤重雄、同郡美和村助役羽場清茂及び同郡藤沢村委員藤沢忠一が名古屋鉄道局を訪れその請願を行ったが、同年12月より大戦勃発のため、この誘致運動は暫時中断の已むなきにいたった。終戦後、誘致運動は再開され、同年12月には第89回帝国議会へ請願書を提出、同月14日に衆議院請願委員会においてその採択を受け、1948年（昭和23年）1月20日に高遠本線茅野駅 - 伊那北駅間及び伊那里線高遠駅 - 伊那里駅間が開業した。その後、1950年（昭和25年）10月16日には杉島駅まで延伸を果たしている。

#### 路線規模の伸長
1953年（昭和28年）8月15日、伊那里線は非持駅 - 芝平駅間の支線において運輸営業を開始した。本支線は主として上伊那郡三義村への接続路線であり、『高遠町誌』によれば「この三義線の開通は三義村にとって歴史的なできごとであり、生活状態もがらりと変わって行った」という。1954年（昭和29年）9月28日には戸台口駅 - 鷹岩駅間、1956年（昭和31年）6月15日には伊那田本駅 - 浦駅間、1958年（昭和33年）11月15日には鷹岩駅 - 小黒駅間、1959年（昭和34年）4月12日には戸台口駅 - 黒川口駅間の経路を廃し、新たに伊那美和駅 - 小黒駅間において運輸営業を開始している。このような伊那里線の支線について『上伊那誌』は「この線は芝平・戸台等の支線によって奥地まで運行され、東部一帯はこれによって近代交通の利便に浴した」、『図説・上伊那の歴史』は「その支線は三義村の芝平、伊那里村の戸台、浦まで運行されるようになった。これにより、東部山間地方の交通がひらけ、藤沢谷、山室川上流の芝平や三峰川の秘境といわれた浦までが恩恵をうけることになり、東部地方住民の昭和十六年以来の悲願が達成され、伊那市への人の流れが急増した」と評価している。このように伊那里線は当該地方民にとって貴重な交通機関であった一方で、観光客に対しても沿線における山室温泉やキャンプ場、登山口といった山麓行楽地に対する交通の便を提供していた。1964年（昭和39年）7月28日には非持駅 - 芝平駅間の支線が入笠山駅まで延伸され、季節運行によって入笠山等への夏季登山の便を図っている。

#### 過疎化と路線規模の縮小

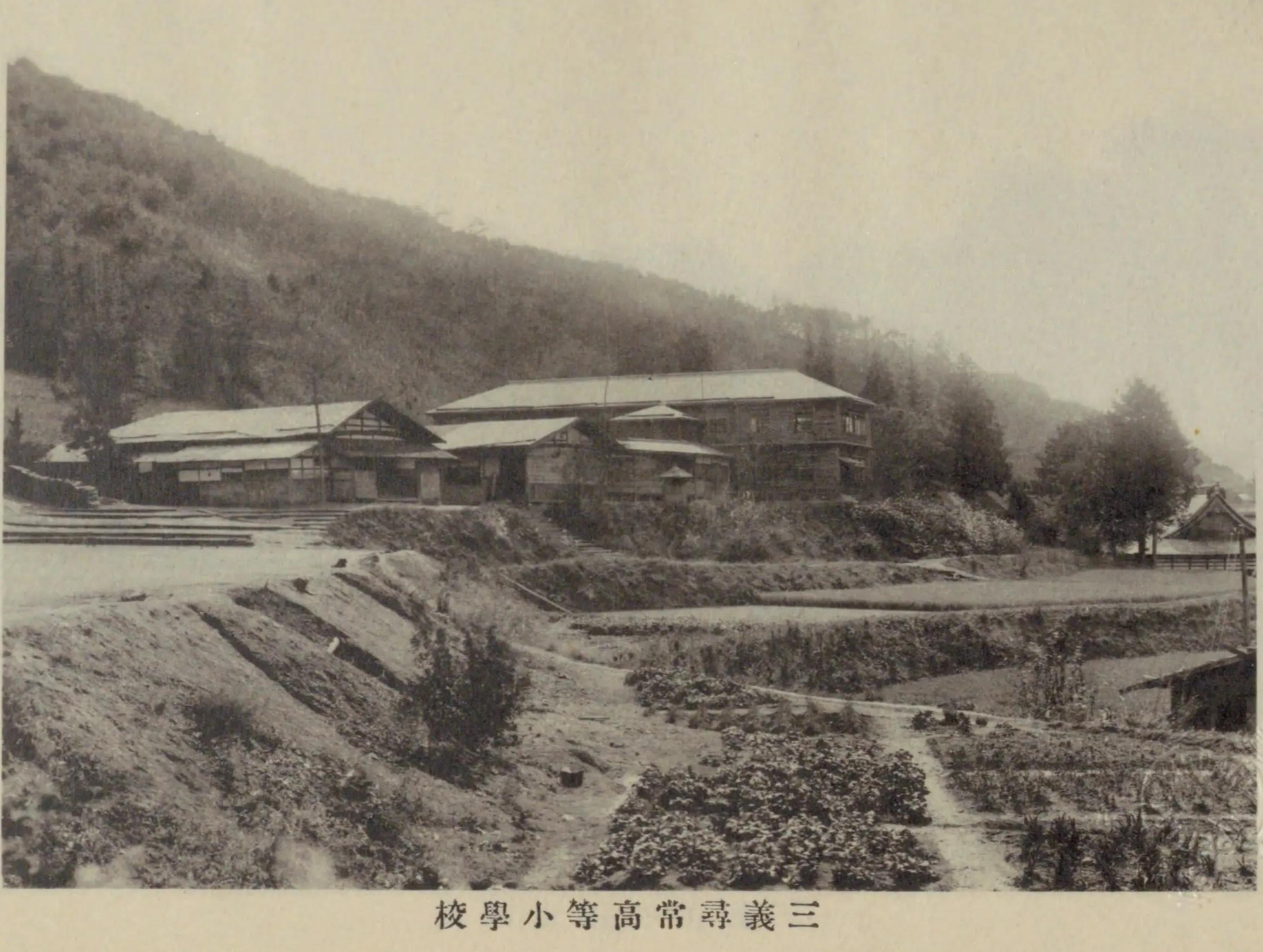
1930年（昭和5年）頃の三義小学校

一方でこうした山間地域における人口減少は著しく、たとえば旧上伊那郡三義村芝平地区においては1959年（昭和34年）には102戸の世帯数を数えていたが、1977年（昭和52年）には40戸にまで減少しており、18年の間に実に6割1分の減少率であった。1965年（昭和40年）3月31日を以て該地区におかれていた高遠町立三義小学校芝平分校は同小学校荊口分校と共に閉校となり、1974年（昭和49年）4月1日からは本校であった三義小学校自体も高遠町立長藤小学校へ統合された。このような状況に危機感を覚えた芝平地区の住民は1976年（昭和51年）から集団移住の計画を進め、1979年（昭和54年）春には全戸の移転を完了し、これにより同地区における集落は消滅した。
伊那里線においては伊那美和駅及び伊那里駅が一般運輸営業を行っており、手小荷物及び貨物の取扱をしていたが、1974年（昭和49年）10月1日に貨物の取扱範囲が鉄道線にまたがる車扱貨物に限定され、1983年（昭和58年）4月1日には伊那里線における手小荷物及び貨物の取扱が廃止され、これにより両駅とも旅客駅となった。旅客輸送についても1984年（昭和59年）5月10日にまず伊那田本駅 - 浦駅間が廃止され、1986年（昭和61年）12月11日には荊口駅 - 入笠山駅間、国鉄分割民営化を数日後にひかえた1987年（昭和62年）3月29日に戸台駅 - 小黒駅間が廃止されている。
1986年（昭和61年）12月20日に告示された日本国有鉄道改革法（昭和61年法律第87号）第19条第1項に規定する基本計画たる日本国有鉄道の事業等の引継ぎ並びに権利及び義務の承継等に関する基本計画によって伊那自動車営業所管内の自動車路線は、1987年（昭和62年）4月1日より東日本旅客鉄道の自動車路線となり、つづいて1988年（昭和63年）4月1日から同社の自動車部門が分離をうけてジェイアールバス関東の自動車路線の自動車路線となった。2004年（平成16年）10月からは長谷村が伊那里線を村営化し、長谷村営バスとしてジェイアールバス関東に委託して運行が継続されている。

### 年表
- 1948年（昭和23年）1月20日 - 伊那里線高遠駅 - 伊那里駅間及び高遠本線茅野駅 - 伊那北駅間において一般運輸営業を開始する[19]。茅野駅、伊那藤沢駅、高遠駅、伊那里駅及び伊那北駅においては一般運輸営業、長藤駅、伊那美和駅及び美篶駅においては旅客、到着手荷物、小荷物及び貨物、その他の各駅においては旅客に限り取扱を行い、伊那藤沢駅、高遠駅及び伊那里駅以外の各駅より乗車する旅客に対しては高遠線以外にわたる乗車券の発売を行わない[19]。昭和8年鉄道省告示第420号省営自動車路線名称に高遠線の部を加え、高遠本線茅野駅 - 伊那北駅間、伊那里線高遠駅 - 伊那里駅間及び北山線茅野駅 - 糸萱駅間及び信濃松原駅 - 信濃湯川間の項を加える[37]。
- 1949年（昭和24年）
  - 5月28日 - 昭和8年鉄道省告示第420号を改正して伊那里線の起点を高遠本町駅に変更し、伊那里線の区間を高遠本町駅 - 伊那里駅間に改め、高遠駅 - 花畑駅間及び高遠本町駅 - 花畑駅間のキロ程を改める[38]。なお高遠駅 - 高遠本町駅間（0.3キロメートル）は高遠本線に属する[39]。
  - 6月1日 - 日本国有鉄道の発足に伴い、昭和8年鉄道省告示第420号省営自動車路線名称を昭和24年日本国有鉄道公示第31号国鉄自動車路線名称に改める[40]。
- 1950年（昭和25年）
  - 4月1日 - 名古屋鉄道局甲府管理部茅野自動車区は中部地方自動車事務所茅野自動車営業所となる[7]。
  - 10月16日 - 伊那里線伊那里駅 - 杉島駅間において運輸営業を開始する[20]。伊那里駅においては一般運輸営業を行い、杉島駅においては旅客に限り取扱を行う[20]。昭和24年日本国有鉄道公示第31号国鉄自動車路線名称を改正し、伊那里線の区間を高遠本町駅 - 杉島駅間に改める[41]。
- 1951年（昭和26年）
  - 4月15日 - 非持駅 - 伊那美和駅間に美和療養所前駅が開業する[42]。同駅においては旅客に限り取扱を行う[42]。
  - 11月1日 - 花畑駅 - 大明神駅間に除組駅が開業する[43]。同駅においては旅客に限り取扱を行う[43]。
- 1952年（昭和27年）
  - 7月10日 - 伊那美和駅の営業範囲を改正し、一般運輸営業の取扱を開始する[33]。
  - 11月20日 - 美和療養所前駅を美和病院前駅と改称する[44]。
- 1953年（昭和28年）8月15日 - 伊那里線非持駅 - 芝平駅間において運輸営業を開始する[21]。同区間の駅はいずれも旅客に限り取扱を行う[21]。昭和24年日本国有鉄道公示第31号国鉄自動車路線名称を改正し、伊那里線の区間を高遠本町駅 - 杉島駅間及び非持駅 - 芝平駅間に改める[45]。
- 1954年（昭和29年）
  - 1月28日 - 計量法（昭和26年法律第207号）第173条により茅野自動車営業所伊那里派出所及び伊那美和駅を計量器使用事業場に指定する[46]。
  - 7月1日 - 中部地方自動車事務所茅野自動車営業所は伊那へ移転し中部地方自動車事務所伊那自動車営業所となる[7][47]。
  - 9月28日 - 伊那里線戸台口駅 - 鷹岩駅間において運輸営業を開始する[23]。同区間の駅はいずれも旅客に限り取扱を行う[23]。昭和24年日本国有鉄道公示第31号国鉄自動車路線名称を改正し、伊那里線の区間を高遠本町駅 - 杉島駅間、非持駅 - 芝平駅間及び戸台口駅 - 鷹岩駅間に改める[48]。黒河内駅 - 中尾駅間に戸台口駅が開業する[49]。同駅においては旅客に限り取扱を行う[49]。
- 1956年（昭和31年）6月15日 - 伊那里線伊那田本駅 - 浦駅間において運輸営業を開始する[24]。同区間の駅はいずれも旅客に限り取扱を行う[24]。昭和24年日本国有鉄道公示第31号国鉄自動車路線名称を改正し、伊那里線の区間を高遠本町駅 - 杉島駅間、非持駅 - 芝平駅間、戸台口駅 - 鷹岩駅間及び伊那田本駅 - 浦駅間に改める[50]。伊那里駅 - 杉島駅間に伊那田本駅が開業する[51]。同駅においては旅客に限り取扱を行う[51]。
- 1957年（昭和32年）10月1日 - 三義役場前駅 - 伊那赤坂駅間に荊口駅が開業する[52]。同駅においては旅客に限り取扱を行う[52]。中尾駅及び中屋駅を廃止する[53]。
- 1958年（昭和33年）11月15日 - 伊那里線鷹岩駅 - 小黒駅間において運輸営業を開始する[25]。同区間の駅はいずれも旅客に限り取扱を行う[25]。昭和24年日本国有鉄道公示第31号国鉄自動車路線名称を改正し、伊那里線の区間を高遠本町駅 - 杉島駅間、非持駅 - 芝平駅間、戸台口駅 - 小黒駅間及び伊那田本駅 - 浦駅間に改める[54]。
- 1959年（昭和34年）4月12日 - 伊那里線戸台口駅 - 黒川口駅間における運輸営業を廃止し、新たに同線伊那美和駅 - 小黒駅間において運輸営業を開始する[26]。伊那美和駅においては一般運輸営業を行い、その他の駅においては旅客に限り取扱を行う[26]。昭和24年日本国有鉄道公示第31号国鉄自動車路線名称を改正し、伊那里線の区間を高遠本町駅 - 杉島駅間、非持駅 - 芝平駅間、伊那美和駅 - 小黒駅間及び伊那田本駅 - 浦駅間に改める[55]。
- 1961年（昭和36年）1月1日 - 三義役場前駅を三義道場駅と改称する[56]。
- 1962年（昭和37年）10月10日 - 美和病院前駅を廃止する[57]。
- 1964年（昭和39年）7月28日 - 伊那里線芝平駅 - 入笠山駅間において運輸営業を開始する[30]。同区間の駅はいずれも旅客に限り取扱を行い、その運行期日については中部地方自動車事務所長が定める[30]。昭和24年日本国有鉄道公示第31号国鉄自動車路線名称を改正し、伊那里線の区間を高遠本町駅 - 杉島駅間、非持駅 - 入笠山駅間、伊那美和駅 - 小黒駅間及び伊那田本駅 - 浦駅間に改める[58]。
- 1965年（昭和40年）9月1日 - 芝平駅 - 枯木駅間に新屋敷駅が開業する[59]。同駅においては旅客に限り取扱を行う[60]。
- 1968年（昭和43年）2月1日 - 中部地方自動車事務所を中部地方自動車局と改称する[10]。
- 1971年（昭和46年）3月7日 - 昭和24年日本国有鉄道公示第31号国鉄自動車路線名称を改正し、伊那里線の区間を高遠本町駅 - 杉島駅間、非持駅 - 入笠山駅間、伊那美和駅 - 小黒駅間及び伊那田本 - 浦駅間と定める[6]。
- 1974年（昭和49年）10月1日 - 伊那美和駅及び伊那里駅における営業範囲を改正し、両駅ともに旅客、荷物、車扱貨物（鉄道にまたがるものに限る）を取扱う駅となる[34]。
- 1983年（昭和58年）4月1日 - 伊那里線高遠本町駅 - 伊那里駅間における一般路線貨物自動車運送事業を廃止する[35]。伊那美和駅及び伊那里駅における営業範囲を改正し、旅客のみ取扱う駅となる[36]。
- 1984年（昭和59年）5月10日 - 伊那里線伊那田本駅 - 浦駅間における運輸営業を廃止する[3]。昭和24年日本国有鉄道公示第31号国鉄自動車路線名称を改正し、伊那里線の区間を高遠本町駅 - 杉島駅間、非持駅 - 入笠山駅間、伊那美和駅 - 小黒駅間及び戸台口駅 - 黒川口駅間に改める[61]。
- 1986年（昭和61年）
  - 3月25日 - 中部地方自動車局が伊那自動車営業所管轄区間の5区間総延長21.4キロメートルを廃止する旨を表明する[62]。
  - 12月11日 - 昭和24年日本国有鉄道公示第31号国鉄自動車路線名称を全部改正し、伊那里線の区間を高遠本町駅 - 杉島駅間、非持駅 - 荊口駅間、伊那美和駅 - 小黒駅間及び戸台口駅 - 黒川口駅間に改め、荊口駅 - 入笠山駅間を削除する[4]。
  - 12月20日 - 日本国有鉄道改革法（昭和61年法律第87号）第19条第1項に規定する基本計画として日本国有鉄道の事業等の引継ぎ並びに権利及び義務の承継等に関する基本計画を告示し、東日本旅客鉄道は伊那自動車営業所の管轄する自動車路線を承継する旨を定める[11]。
- 1987年（昭和62年）
  - 3月29日 - 伊那里線戸台駅 - 小黒駅間における運輸営業を廃止する[5]。昭和24年日本国有鉄道公示第31号国鉄自動車路線名称を改正し、伊那里線の区間を高遠本町駅 - 杉島駅間、非持駅 - 荊口駅間、伊那美和駅 - 戸台駅間及び戸台口駅 - 黒川口駅間に改める[63]。
  - 4月1日 - 国鉄分割民営化により東日本旅客鉄道が発足し、伊那自動車営業所の管轄自動車路線を継承する[11][12]。
- 1988年（昭和63年）4月1日 - ジェイアールバス関東が東日本旅客鉄道の関東上信地方における自動車路線を継承する[13]。
- 2004年（平成16年）10月 - 伊那里線を上伊那郡長谷村が村営化（長谷村営バス）し、ジェイアールバス関東はその運行を受託する[14][15]。

## 駅一覧
| 駅名       | 訓                 | 所在地                           | 備考 |
| ---------- | ------------------ | -------------------------------- | --- |
| 高遠       | たかとお           | 長野県上伊那郡高遠町大字西高遠   | 1948年（昭和23年）1月20日高遠本線の駅として開業、1949年（昭和24年）5月28日より同区間に含まない                  |
| 高遠本町   | たかとおほんまち   | 記載なし                         | 1949年（昭和24年）5月28日伊那里線の起点に変更（以降高遠 - 高遠本町間は高遠本線に所属）                          |
| 花畑       | はなばた           | 長野県上伊那郡高遠町大字東高遠   | 1948年（昭和23年）1月20日開業                                                                                   |
| 除組       | よけ               | 長野県上伊那郡高遠町大字東高遠   | 1951年（昭和26年）11月1日開業                                                                                   |
| 大明神     | だいみょうじん     | 長野県上伊那郡高遠町大字東高遠   | 1948年（昭和23年）1月20日開業                                                                                   |
| 非持       | ひじ               | 長野県上伊那郡美和村大字非持     | 1948年（昭和23年）1月20日開業                                                                                   |
| 美和病院前 | みわびょういんまえ | 長野県上伊那郡美和村大字非持     | 1951年（昭和26年）4月15日美和療養所前として開業、1952年（昭和27年）11月20日改称、1962年（昭和37年）10月10日廃止 |
| 伊那美和   | いなみわ           | 長野県上伊那郡美和村大字溝口     | 1948年（昭和23年）1月20日開業                                                                                   |
| 黒河内     | くろごおち         | 長野県上伊那郡美和村大字黒河内   | 1948年（昭和23年）1月20日開業                                                                                   |
| 戸台口     | とだいぐち         | 長野県上伊那郡美和村大字黒河内   | 1954年（昭和29年）9月28日開業                                                                                   |
| 中尾       | なかお             | 長野県上伊那郡伊那里村大字中尾   | 1948年（昭和23年）1月20日開業、1957年（昭和32年）10月1日廃止                                                    |
| 馬越       | まごし             | 長野県上伊那郡伊那里村大字市之瀬 | 1948年（昭和23年）1月20日開業                                                                                   |
| 伊那里     | いなさと           | 長野県上伊那郡伊那里村大字市之瀬 | 1948年（昭和23年）1月20日開業                                                                                   |
| 伊那田本   | いなたもと         | 長野県上伊那郡伊那里村大字杉島   | 1956年（昭和31年）6月15日開業                                                                                   |
| 杉島       | すぎしま           | 長野県上伊那郡伊那里村大字杉島   | 1950年（昭和25年）10月16日開業                                                                                  |

| 駅名       | 訓                   | 所在地                         | 備考                                                                        |
| ---------- | -------------------- | ------------------------------ | --------------------------------------------------------------------------- |
| 非持       | ひぢ                 | 伊那里線既設停車場             | 伊那里線既設停車場                                                          |
| 非持山     | ひじやま             | 長野県上伊那郡美和村大字非持山 | 1953年（昭和28年）8月15日開業                                               |
| 山室鉱泉口 | やまむろこうせんぐち | 長野県上伊那郡三義村大字山室   | 1953年（昭和28年）8月15日開業                                               |
| 伊那新井   | いなあらい           | 長野県上伊那郡三義村大字山室   | 1953年（昭和28年）8月15日開業                                               |
| 山室       | やまむろ             | 長野県上伊那郡三義村大字山室   | 1953年（昭和28年）8月15日開業                                               |
| 伊那宮原   | いなみやはら         | 長野県上伊那郡三義村大字山室   | 1953年（昭和28年）8月15日開業                                               |
| 三義道場   | みよしどうじょう     | 長野県上伊那郡三義村大字荊口   | 1953年（昭和28年）8月15日三義役場前として開業、1961年（昭和36年）1月1日改称 |
| 中屋       | なかや               | 長野県上伊那郡三義村大字荊口   | 1953年（昭和28年）8月15日開業、1957年（昭和32年）10月1日廃止                |
| 荊口       | ばらぐち             | 長野県上伊那郡三義村大字荊口   | 1957年（昭和32年）10月1日開業                                               |
| 伊那赤坂   | いなあかさか         | 長野県上伊那郡三義村大字荊口   | 1953年（昭和28年）8月15日開業、1986年（昭和61年）12月11日廃止               |
| 下芝平     | しもしびら           | 長野県上伊那郡三義村大字芝平   | 1953年（昭和28年）8月15日開業、1986年（昭和61年）12月11日廃止               |
| 芝平       | しびら               | 長野県上伊那郡三義村大字芝平   | 1953年（昭和28年）8月15日開業、1986年（昭和61年）12月11日廃止               |
| 新屋敷     | あらやしき           | 長野県上伊那郡高遠町大字芝平   | 1965年（昭和40年）9月1日開業、1986年（昭和61年）12月11日廃止                |
| 枯木       | かれき               | 長野県上伊那郡高遠町大字芝平   | 1964年（昭和39年）7月28日開業、1986年（昭和61年）12月11日廃止               |
| 金沢峠     | かなざわとうげ       | 長野県上伊那郡高遠町大字芝平   | 1964年（昭和39年）7月28日開業、1986年（昭和61年）12月11日廃止               |
| 展望台     | てんぼうだい         | 長野県上伊那郡高遠町大字芝平   | 1964年（昭和39年）7月28日開業、1986年（昭和61年）12月11日廃止               |
| 牧場入口   | ぼくじょういりぐち   | 長野県上伊那郡高遠町大字芝平   | 1964年（昭和39年）7月28日開業、1986年（昭和61年）12月11日廃止               |
| 牧舎前     | ぼくしゃまえ         | 長野県上伊那郡高遠町大字芝平   | 1964年（昭和39年）7月28日開業、1986年（昭和61年）12月11日廃止               |
| 入笠山     | にゅうがさやま       | 長野県上伊那郡高遠町大字芝平   | 1964年（昭和39年）7月28日開業、1986年（昭和61年）12月11日廃止               |

| 駅名       | 訓           | 所在地                         | 備考                           |
| ---------- | ------------ | ------------------------------ | ------------------------------ |
| 戸台口     | とだいぐち   | 長野県上伊那郡美和村大字黒河内 | 1954年（昭和29年）9月28日開業  |
| 黒川口     | くろかわぐち | 長野県上伊那郡美和村大字黒河内 | 1954年（昭和29年）9月28日開業  |
| 鷹岩       | たかいわ     | 長野県上伊那郡美和村大字黒河内 | 1954年（昭和29年）9月28日開業  |
| 戸台       | とだい       | 長野県上伊那郡美和村大字黒河内 | 1958年（昭和33年）11月15日開業 |
| 伊那大久保 | いなおおくぼ | 長野県上伊那郡美和村           | 1958年（昭和33年）11月15日開業 |
| 小黒       | おぐろ       | 長野県上伊那郡美和村           | 1958年（昭和33年）11月15日開業 |

『鉄道辞典 下巻』（日本国有鉄道編、1958年（昭和33年）3月）より高遠線略図。この図には高遠本線と北山線を含む。

なお戸台口駅 - 黒川口駅間については1984年（昭和59年）5月10日以前に国鉄自動車路線名称（昭和24年日本国有鉄道公示第31号）に復帰している。
| 駅名       | 訓           | 所在地                         | 備考                                                          |
| ---------- | ------------ | ------------------------------ | ------------------------------------------------------------- |
| 伊那美和   | いなみわ     | 伊那里線既設停車場             | 伊那里線既設停車場                                            |
| 伊那南郷   | いななんごう | 長野県上伊那郡美和村大字溝口   | 1959年（昭和34年）4月12日開業                                 |
| 泉原       | いずみはら   | 長野県上伊那郡美和村大字黒河内 | 1959年（昭和34年）4月12日開業                                 |
| 黒川       | くろかわ     | 長野県上伊那郡美和村大字黒河内 | 1959年（昭和34年）4月12日開業                                 |
| 黒川口     | くろかわぐち | 長野県上伊那郡美和村大字黒河内 | 1954年（昭和29年）9月28日開業                                 |
| 鷹岩       | たかいわ     | 長野県上伊那郡美和村大字黒河内 | 1954年（昭和29年）9月28日開業                                 |
| 戸台       | とだい       | 長野県上伊那郡美和村大字黒河内 | 1958年（昭和33年）11月15日開業                                |
| 伊那大久保 | いなおおくぼ | 長野県上伊那郡美和村           | 1958年（昭和33年）11月15日開業、1987年（昭和62年）3月29日廃止 |
| 小黒       | おぐろ       | 長野県上伊那郡美和村           | 1958年（昭和33年）11月15日開業、1987年（昭和62年）3月29日廃止 |

| 駅名     | 訓         | 所在地                       | 備考                          |
| -------- | ---------- | ---------------------------- | ----------------------------- |
| 伊那田本 | いなたもと | 前掲                         | 前掲                          |
| 浦       | うら       | 長野県上伊那郡伊那里村大字浦 | 1956年（昭和31年）6月15日開業 |

## 脚註